# Proslogion
In de Proslogion, (Latijn Proslogium; Nederlandse vertaling, Verhandeling over het bestaan van God), geschreven in 1077-1078, deed de Middeleeuwse geestelijke Anselmus van Canterbury een poging om de eigenschappen van God te beschrijven en om vervolgens te begrijpen hoe God al deze eigenschappen had die vaak onderling tegenstrijdig leken te zijn.